# 第61回東京優駿
第61回東京優駿は1994年5月29日に東京競馬場で施行された競馬競走である。ナリタブライアンが皐月賞に続き連勝し、二冠を達成した。
※年齢は全て旧表記にて表記

## レース施行時の状況
1994年の牡馬クラシックはナリタブライアンが皐月賞に優勝し、その競走内容に対する評価は高く、東京優駿における最有力馬と目されていた。同馬の対抗馬には弥生賞を優勝したサクラエイコウオーのほか、故障により皐月賞に出走することができずNHK杯を優勝したナムラコクオー、獲得賞金の不足から皐月賞に出走することができず、この年から重賞に昇格したトライアルの青葉賞を優勝したエアダブリンなどナリタブライアンとの対戦経験のない競走馬が挙げられた。サクラローレルは、右後脚球節炎を発症したため出走できなかった。

### トライアルの結果
第1回青葉賞
| 着順 | 競走馬名         | 性齢 | 騎手     | タイム | 着差    |
| ---- | ---------------- | ---- | -------- | ------ | ------- |
| 1    | エアダブリン     | 牡4  | 岡部幸雄 | 2.28.8 |         |
| 2    | ノーザンポラリス | 牡4  | 的場均   | 2.28.9 | 1/2馬身 |
| 3    | サクラローレル   | 牡4  | 小島太   | 2.28.9 | アタマ  |

第42回NHK杯
| 着順 | 競走馬名         | 性齢 | 騎手     | タイム | 着差     |
| ---- | ---------------- | ---- | -------- | ------ | -------- |
| 1    | ナムラコクオー   | 牡4  | 南井克巳 | 2.01.9 |          |
| 2    | ヤシマソブリン   | 牡4  | 坂井千明 | 2.02.3 | 2馬身1/2 |
| 3    | セントギャロップ | 牡4  | 田中勝春 | 2.02.6 | 1馬身3/4 |

## 出走馬と枠順
| 枠番 | 馬番 | 競走馬名           | 性齢 | 騎手     | オッズ        | 調教師     | 生産牧場     |
| ---- | ---- | ------------------ | ---- | -------- | ------------- | ---------- | ------------ |
| 1    | 1    | フジノマッケンオー | 牡4  | 武豊     | 23.2（5人）   | 中村好夫   | 本桐牧場     |
| 1    | 2    | サムソンビッグ     | 牡4  | 田所秀孝 | 183.3（18人） | 鹿戸幸治   | サムソン牧場 |
| 2    | 3    | サクラエイコウオー | 牡4  | 小島太   | 15.9（3人）   | 境勝太郎   | 谷岡牧場     |
| 2    | 4    | エアダブリン       | 牡4  | 岡部幸雄 | 21.0（4人）   | 伊藤雄二   | 社台ファーム |
| 3    | 5    | ヤシマソブリン     | 牡4  | 坂井千明 | 57.1（10人）  | 松山康久   | 三石橋本牧場 |
| 3    | 6    | オフサイドトラップ | 牡4  | 安田富男 | 28.6（6人）   | 加藤修甫   | 村本牧場     |
| 4    | 7    | メルシーステージ   | 牡4  | 河北通   | 76.8（13人）  | 小野幸治   | 三石ファーム |
| 4    | 8    | トロナラッキー     | 牡4  | 村本善之 | 183.2（17人） | 高橋成忠   | 富田牧場     |
| 5    | 9    | セントギャロップ   | 牡4  | 横山典弘 | 89.4（14人）  | 野平好男   | 西山牧場     |
| 5    | 10   | ナムラコクオー     | 牡4  | 上村洋行 | 8.6（2人）    | 野村彰彦   | 伊藤正嗣牧場 |
| 6    | 11   | イイデライナー     | 牡4  | 岸滋彦   | 57.7（11人）  | 大久保正陽 | グランド牧場 |
| 6    | 12   | マルカオーカン     | 牡4  | 河内洋   | 175.9（16人） | 瀬戸口勉   | 川上悦男牧場 |
| 7    | 13   | エクセレンスロビン | 牡4  | 藤田伸二 | 149.1（15人） | 山内研二   | 社台ファーム |
| 7    | 14   | ドラゴンゼアー     | 牡4  | 加藤和宏 | 38.5（9人）   | 中尾謙太郎 | マークリ牧場 |
| 7    | 15   | ノーザンポラリス   | 牡4  | 的場均   | 33.6（7人）   | 森秀行     | 社台ファーム |
| 8    | 16   | アイネスサウザー   | 牡4  | 柴田善臣 | 37.9（8人）   | 本郷一彦   | 岡田牧場     |
| 8    | 17   | ナリタブライアン   | 牡4  | 南井克巳 | 1.2（1人）    | 大久保正陽 | 早田牧場     |
| 8    | 18   | スギノブルボン     | 牡4  | 松永昌博 | 70.5（12人）  | 松永善晴   | 平岡牧場     |

## レース結果

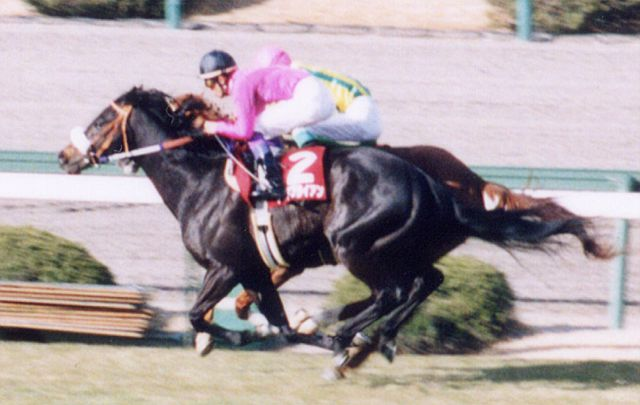
優勝馬ナリタブライアン
1996年3月9日 阪神競馬場
第44回阪神大賞典

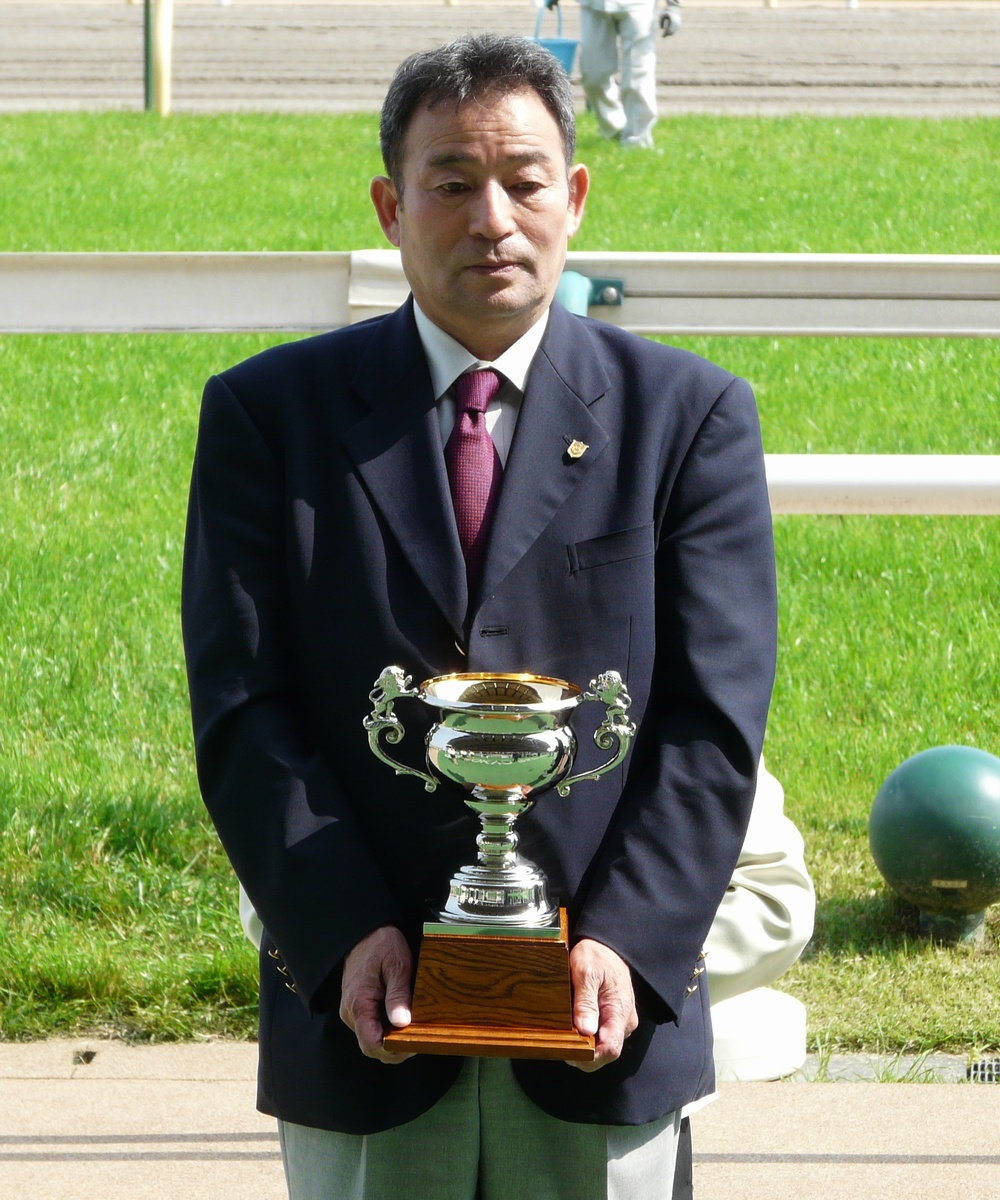
優勝騎手・南井克巳
2011年6月4日 東京競馬場

| 着順 | 枠番 | 馬番 | 競走馬名           | タイム | 着差     |
| ---- | ---- | ---- | ------------------ | ------ | -------- |
| 1    | 8    | 17   | ナリタブライアン   | 2.25.7 |          |
| 2    | 2    | 4    | エアダブリン       | 2.26.6 | 5馬身    |
| 3    | 3    | 5    | ヤシマソブリン     | 2.26.9 | 2馬身    |
| 4    | 1    | 1    | フジノマッケンオー | 2.26.9 | ハナ     |
| 5    | 7    | 15   | ノーザンポラリス   | 2.27.1 | 1馬身1/4 |
| 6    | 5    | 10   | ナムラコクオー     | 2.27.6 | 3馬身    |
| 7    | 6    | 12   | マルカオーカン     | 2.27.6 | クビ     |
| 8    | 3    | 6    | オフサイドトラップ | 2.27.8 | 1馬身    |
| 9    | 5    | 9    | セントギャロップ   | 2.27.9 | クビ     |
| 10   | 7    | 14   | ドラゴンゼアー     | 2.28.0 | 1/2      |
| 11   | 2    | 3    | サクラエイコウオー | 2.28.2 | 1馬身1/4 |
| 12   | 6    | 11   | イイデライナー     | 2.28.8 | 3馬身1/2 |
| 13   | 8    | 16   | アイネスサウザー   | 2.29.1 | 1馬身3/4 |
| 14   | 4    | 8    | トロナラッキー     | 2.29.4 | 2馬身    |
| 15   | 7    | 13   | エクセレンスロビン | 2.29.6 | 1馬身    |
| 16   | 8    | 18   | スギノブルボン     | 2.31.2 | 10馬身   |
| 17   | 4    | 7    | メルシーステージ   | 2.34.2 | 大差     |
| 18   | 1    | 2    | サムソンビッグ     | 2.34.2 | ハナ     |

### レース展開
序盤はメルシーステージが、やがてアイネスサウザーが先頭に立った。1番人気のナリタブライアンは序盤から馬群の外を走り、第3コーナーでスパートを開始して第4コーナーでは2番手に立った。これは東京競馬場における騎乗法としてはセオリーに反する早めのスパートであったが、同馬はそのまま全出走馬中最も速い上がりを記録して優勝した。

#### データ
| 1000m通過タイム     | 60.0秒（アイネスサウザー） |
| 上がり4ハロン       | 48.9秒                     |
| 上がり3ハロン       | 36.4秒                     |
| 優勝馬上がり3ハロン | 36.2秒                     |

### 払戻金
| 単勝式 | 17   | 120円  |
| 複勝式 | 4    | 320円  |
| 複勝式 | 5    | 520円  |
| 複勝式 | 17   | 110円  |
| 枠連   | 2-8  | 580円  |
| 馬連   | 4-17 | 1020円 |

## レースの記録
※優勝馬ナリタブライアン。新冠早田牧場新冠支場産。父ブライアンズタイム。母パシフィカス。母の父ノーザンダンサー。ここまで通算11戦8勝。この後、秋の菊花賞を制し、史上5頭目の三冠馬。また年末の有馬記念を制し、4歳にして四冠を制す。これはシンボリルドルフ以来史上2頭目。翌年春は阪神大賞典を勝つも股関節炎を発症して天皇賞(春)を断念。秋は天皇賞(秋)から3連敗。翌々年再び阪神大賞典に勝って天皇賞(春)を目指したが、同期のサクラローレルに交わされて五冠ならず。生涯通算21戦12勝。以後は種牡馬として北海道に戻ったが1998年死去。
※大久保正陽調教師・南井克巳騎手とも初勝利。
※8着オフサイドトラップ。この4年後の天皇賞(秋)で1番人気サイレンススズカが骨折する中で優勝する。この時8歳(現7歳)であった。

## レースにまつわるエピソード
※単勝配当110円は史上最低配当。従来の記録は1984年シンボリルドルフの130円。また単勝支持率は1973年のハイセイコーの66.8パーセントに次ぐ61.8パーセント。
※ナリタブライアンが三冠競走で2着馬につけた着差は皐月賞が3馬身半、日本ダービーが5馬身、菊花賞が7馬身。
※当時負傷加療中で同レースをテレビ観戦していた柴田政人は、ナリタブライアンが第3コーナーでスパートするのを見て「早い!」と叫んだ。

## テレビ・ラジオ中継
本レースのテレビ・ラジオ放送の実況担当者
- 日本放送協会（NHK）：藤井康生[3]
  - 解説：鈴木康弘（調教師）
- ラジオたんぱ：白川次郎
- フジテレビ：堺正幸
  - 解説：吉田均（競馬エイト・トラックマン）
  - ゲスト解説：中野栄治（1990年にアイネスフウジンで日本ダービーに優勝）
  - スタジオゲスト：大橋巨泉
- ニッポン放送:栗村智